# Liste der Einträge im National Register of Historic Places im Cherokee County (Alabama)
Die Liste der Registered Historic Places im Cherokee County in Alabama führt alle Bauwerke und historischen Stätten im Cherokee County auf, die in das National Register of Historic Places aufgenommen wurden.

## Aktuelle Einträge
| Lfd. Nr. | Name             | Bild | Datum der Eintragung | Adresse/Lage                    | Ort         | ID-Nr.   | Beschreibung |
| -------- | ---------------- | ---- | -------------------- | ------------------------------- | ----------- | -------- | ------------ |
| 1        | Barry Springs    |      | 20. Juni 2005        | 5261 Cty Rd. 99                 | Gaylesville | 05000787 |              |
| 2        | Cornwall Furnace |      | 27. Sep. 1972        | 2 mi. (3.2 km) N of Cedar Bluff | Cedar Bluff | 72000158 |              |